# Adélaïde Dufrénoy
Adélaïde Dufrénoy, född 1765, död 1825, var en fransk författare och målare. 
Hon skrev pjäser, barnböcker, översatte noveller, målade tavlor och höll en litterär salong, men var främst känd och framgångsrik för sina dikter med erotiska motiv, skrivna i elegier. Hon debuterade 1787. 
Hon var redaktör för Courrier lyrique et amusant 1787-1789, journalist för Petit Magasin des dames (1804-1807), och Les Dimanches (1815-1816).